# Género de vida
El género de vida o modo de vida es la forma de vida funcionalmente característica de un grupo humano, por ejemplo los géneros de vida de la agricultura sedentaria o del pastoreo trashumante. Según Max Derruau, es el conjunto de actividades mediante las cuales el grupo que las practica asegura su existencia. En definitiva este concepto supone la presencia de una organización socioeconómica en los grupos sociales estudiados, que asegura su reproducción en un medio físico (milieu). Puede aplicarse tanto para hablar de un tipo de género de vida en general (por ejemplo, género de vida trashumante, ya que existen distintos tipos de trashumancia como los integrantes de un circo ambulante o los pastores del Asia Central) como de un género de vida concreto (por ejemplo, género de vida pasiego).  
Es uno de los conceptos más importantes del marco teórico creado por Paul Vidal de La Blache para la geografía. Fue desarrollado principalmente en dos artículos aparecidos en Annales de Géographie en 1911, titulados “Les genres de vie dans la géographie humaine”. Posteriormente el concepto fue revisado por un discípulo suyo, Max. Sorre, quien señaló que todos los componentes del género de vida son técnicas. Así cada género de vida quedaba definido como un complejo de técnicas  que comprende cierto número de elementos: instrumentos, como un arado, métodos, como el cultivo sobre cenizas, elementos sociales e incluso elementos culturales inmateriales, como los marcos jurídicos.[cita requerida]
Algunos autores como James Blaut han destacado las similitudes entre el concepto de género de vida y el marxista de modo de producción, ya que ambos consideran el estudio de la base material y la relación con el medio físico como uno de los factores más importantes del desarrollo histórico. Carl Sauer también señaló las  similitudes de este concepto con el más antropológico de complejo cultural tal y como es usado por la Escuela de Berkeley.[cita requerida]
El concepto de género de vida ha recibido fuertes críticas. Principalmente se ha señalado que es inaplicable a las sociedades modernas, ya que Vidal de La Blache lo desarrolló como una herramienta para el estudio de sociedades agrícolas tradicionales tales como las existentes en Francia a principios del siglo XX. También se han criticado sus premisas ecológicas, hasta el punto de que el género de vida parece ser en su totalidad un producto de la búsqueda de adaptación al medio físico por parte del grupo.[cita requerida]